# Puymirol
 Puymirol  là một xã thuộc tỉnh Lot-et-Garonne trong vùng Nouvelle-Aquitaine phía tây nam nước Pháp. Xã này nằm ở khu vực có độ cao trung bình 144 mét trên mực nước biển.
Sông Séoune tạo thành một phần ranh giới phía đông thị trấn, chảy theo hướng tây qua giữa xã và tạo thành một phần ranh giới phía tây.